# (9670) Magni
(9670) Magni est un astéroïde de la ceinture principale.

## Description
(9670) Magni est un astéroïde de la ceinture principale. Il fut découvert le 10 juillet 1997 à Campo Imperatore par Andrea Boattini. Il présente une orbite caractérisée par un demi-grand axe de 2,99 UA, une excentricité de 0,05 et une inclinaison de 10,3° par rapport à l'écliptique.

## Compléments